# Nazionale femminile di pallacanestro delle Maldive
La nazionale femminile di pallacanestro delle Maldive è la rappresentativa cestistica delle Maldive ed è posta sotto l'egida della Federazione cestistica delle Maldive.

## Piazzamenti

### Giochi asiatici
- 2010 - 6°

## Formazioni

### Giochi asiatici
Pallacanestro ai XVI Giochi asiatici4 Shiura, 5 Reema, 6 Mohamed, 7 Zahir, 8 Rizna, 9 Risma, 10 Ibrahim, 11 Shaina, 12 Ahmed, 13 Samha, 14 Ubaidulla, 15 Rishma,        All. -